# سیارک ۶۷۶۸
سیارک ۶۷۶۸ (به انگلیسی: 6768 Mathiasbraun، نامگذاری:1983RY) شش هزار و هفتصد و شصت و هشتمین سیارک کشف شده‌است که در ۷ سپتامبر ۱۹۸۳ کشف شد.
قدر مطلق سیارک برابر ۱۳٫۹۰ است.